# ゆめタウン山口
ゆめタウン山口（ゆめタウンやまぐち）は、山口県山口市にあるショッピングセンターである。株式会社イズミが運営する「ゆめタウン」の一つ。1997年（平成9年）3月2日に開業した。

## 概要
旧山口市域における初の郊外型ショッピングセンターとして、山口県道21号山口防府線沿いの山口県綜合自動車学校（指定自動車教習所）横の遊休地を利用する形でオープンした。この当時は大規模小売店舗法（旧大店法）の時代であり、出店に際しては山口市中心商店街からの抵抗があったとされており、当初計画の半分の店舗面積でオープンとなったが、2007年（平成19年）6月に店舗の増床を行った。
すぐ近くにテレビ山口本社があることもあり、テレオンゆめフェスタなどのtys関連イベントが開催されることが多い。
2015年（平成27年）、店舗西側の立体駐車場入口付近に2度目となる増床工事が行われ、同年9月10日に第1期リニューアルオープン、11月5日にグランドオープンした。

## 店舗
建物は立体駐車場一体型の3階建てで、下2フロアが商業施設になっている。店内は「西」、「ゆめ広場」（中央の吹き抜け部分）、「東」にエリア分けされ、「西」、「東」にはエレベーター（西のみ階段も）が、「ゆめ広場」にはエスカレーターと階段が設置されている。
かつては県内で数少ないインストアブランチ（西京銀行ゆめタウン山口出張所）が設置されており、年末年始とゴールデンウィーク中、ゆめタウン休館日を除き、土日祝日を含めた夕方6時まで窓口業務を行っていたが、2019年に山口支店のブランチインブランチとなり実店舗が消滅している。